# Nikola Kovačević
Nikola Kovačević (serbisch-kyrillisch Никола Ковачевић; * 14. Februar 1983 in Kraljevo, Jugoslawien) ist ein serbischer Volleyballspieler.

## Karriere

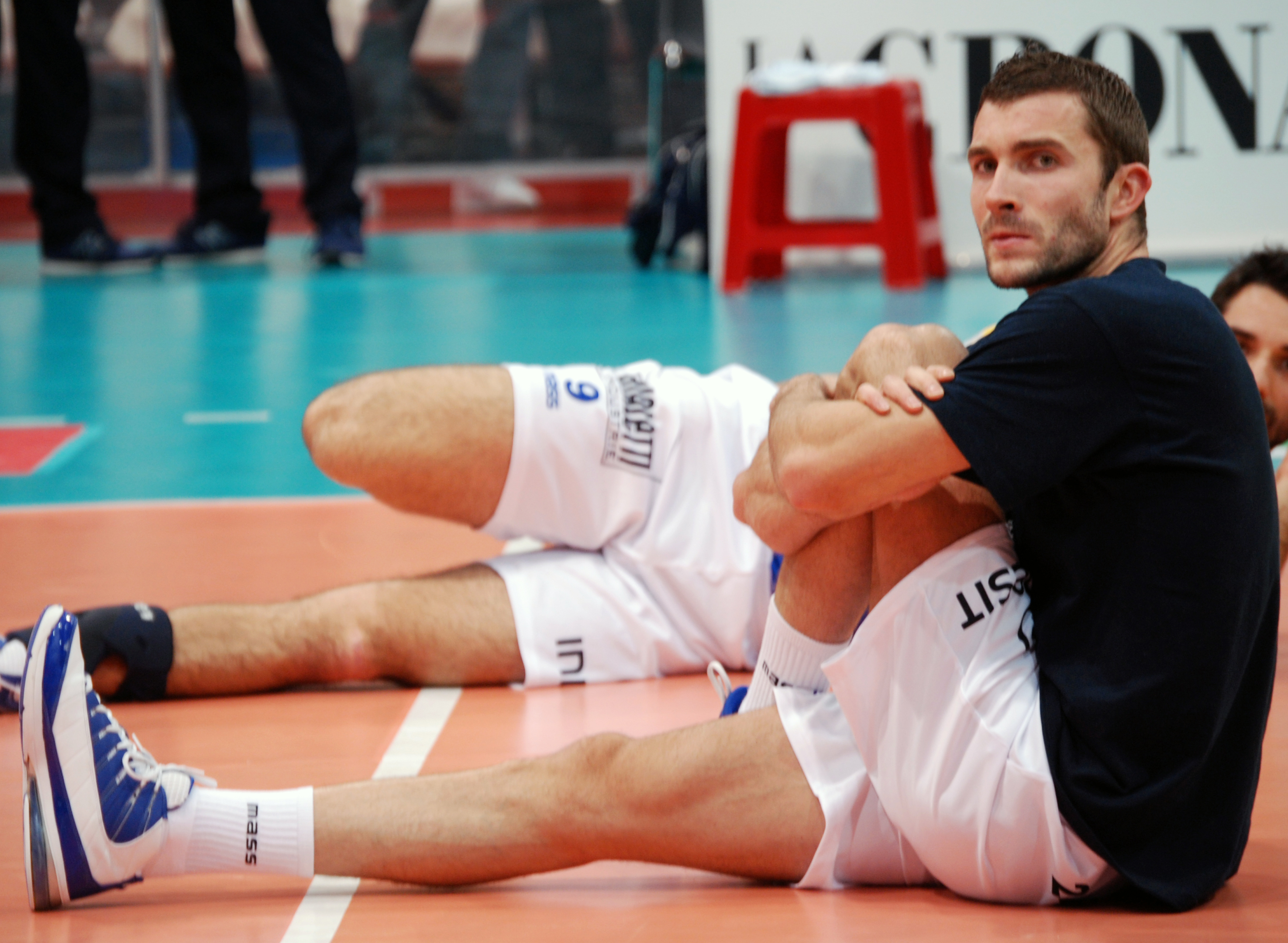
2010 in Piacenza

Kovačević begann seine Karriere 1998 bei Ribnica Kraljevo. 2003 wechselte er zu OK Roter Stern Belgrad. Nachdem er 2006/07 eine Saison in Griechenland bei GS Lamia gespielt hatte, erreichte er mit der serbischen Nationalmannschaft bei der Europameisterschaft 2007 den dritten Platz. Anschließend wurde er vom italienischen Verein RPA Perugia verpflichtet. Mit der Nationalmannschaft erreichte Kovačević in der Weltliga 2008 das Endspiel. Anschließend nahm er am olympischen Turnier in Peking teil, das für Serbien mit einer 2:3-Niederlage gegen den späteren Olympiasieger USA im Viertelfinale endete. In der Weltliga 2009 erreichte Serbien erneut das Finale. Kovačević spielte 2009/10 wieder in Griechenland bei Aris Thessaloniki. Bei der Weltmeisterschaft 2010 wurde die Nationalmannschaft Dritter. In der folgenden Saison war der Außenangreifer beim italienischen Verein Andreoli Latina aktiv. 2011 erzielte er seinen bislang größten Erfolg, als er mit der Nationalmannschaft im Finale gegen Italien die Europameisterschaft gewann. Anschließend wechselte Kovačević zum russischen Verein Gubernia Nischni Nowgorod. 2012 stand er gemeinsam mit seinem jüngeren Bruder Uroš im Kader der Serben für die Olympischen Spiele in London und wurde Neunter. Nach weiteren Stationen bei Asseco Resovia Rzeszów (polnischer Meister), Ural Ufa, Marmi Lanza Verona, Fudan University Shanghai (chinesischer Meister), Paris Volley (französischer Vizemeister) und VK Lokomotiv Nowosibirsk landete Kovačević 2016 beim deutschen Meister Berlin Recycling Volleys. Im Januar 2017 wurde sein Vertrag mit den Berlinern aufgelöst.